# にっぽんの底力
『にっぽんの底力』（ -そこぢから）は、NHK総合テレビジョンで2007年度から地域応援キャンペーン活動「ここから未来をつくろう」の関連番組として放送されるテレビ番組である。
2007年4月8日に放送を開始した。2008年度は毎週日曜日10時05分から10時50分（高校野球・年末年始期間除く）までであった。NHKワールド・プレミアムも日本国内と同時放送される。

## 概要
NHKでは2007年度から全国54放送局全てが参加して、地域の抱える諸問題を少しでも解消して活性化を図ろうということでこの「ここから未来をつくろう」のキャンペーンを展開する。その一環として放送される。原則として「難問解決!ご近所の底力」を隔週放送し、月1回「いよっ!日本一」を放送する。月1回金曜日の地域情報番組で放送された地域問題をテーマにした番組を全国向けに再編集して放送する。

## 関連番組・人物
- NHKネットワーク54
- 地域発!どうする日本
- 堀尾正明